# Cardiophorus hlavaci
Cardiophorus hlavaci es una especie de insecto coleóptero de la familia Elateridae.

## Distribución geográfica
Habita en la isla de Socotra.